# Africa Eco Race 2022
Navigation
Édition précédente Édition suivante
L'Africa Eco Race 2022 est le 14e Africa Eco Race. Le départ officiel est donné à Monaco le 15 octobre 2022. La première spéciale se déroule à Nador au Maroc le 18 octobre 2022. Les concurrents arrivent à Dakar le 30 octobre 2022.

## Participants
Au départ de la course, 52 concurrents sont inscrits dans la catégorie Moto. Dans la catégorie Auto, 5 équipages sont inscrits dans la catégorie T1, et 9 en catégorie SSV. 3 camions sont également alignés dans la catégorie T5. Au total, 85 participants concourent pour l'édition 2022.
Au cours de la 2e étape, le motard portugais Armindo Neves décède à la suite d'un accident.

## Parcours

### Étapes
| Étape | Date            | Départ         | Arrivée        | Distance totale | Spéciale      |               |               |               |
|       | 15 octobre 2022 | Monaco         | Départ fictif  | Départ fictif   | Départ fictif |               |               |               |
| 1     | 18 octobre 2022 | Nador          | Bousaid        | 466,33 km       | 465,89 km     |               |               |               |
| 2     | 19 octobre 2022 | Bousaid        | Tagounite      | 455,34 km       | 329,47 km     |               |               |               |
| 3     | 20 octobre 2022 | Tagounite      | Assa           | 516,32 km       | 465,89 km     |               |               |               |
| 4     | 21 octobre 2022 | Assa           | Remz el Quebir | 455,42 km       | 455,42 km     |               |               |               |
| 5     | 22 octobre 2022 | Remz el Quebir | Dakhla         | 691,77 km       | 450,82 km     |               |               |               |
|       | 23 octobre 2022 | Dakhla         | Jour de repos  | Jour de repos   | Jour de repos | Jour de repos | Jour de repos | Jour de repos |
| 6     | 24 octobre 2022 | Dakhla         | Chami          | Annulée         | Annulée       |               |               |               |
| 7     | 25 octobre 2022 | Chami          | Akjoujt        | 514,66 km       | 470,16 km     |               |               |               |
| 8     | 26 octobre 2022 | Akjoujt        | Akjoujt        | 447,85 km       | 423,80 km     |               |               |               |
| 9     | 27 octobre 2022 | Akjoujt        | Ouad Naga      | 435,85 km       | 411,77 km     |               |               |               |
| 10    | 28 octobre 2022 | Ouad Naga      | Ouad Naga      | 478,18 km       | 456,04 km     |               |               |               |
| 11    | 29 octobre 2022 | Ouad Naga      | Mpal           | 122,21 km       | 65,48 km      |               |               |               |
| 12    | 30 octobre 2022 | Mpal           | Dakar          | 271,08 km       | 21,93 km      |               |               |               |
| TOTAL | TOTAL           | TOTAL          | TOTAL          | km              | km            |               |               |               |

## Vainqueurs d'étapes
| Étape                     | Départ         | Arrivée        | Moto               | SSV                                   | Auto                                | Camion        |
| Départ Officiel à Monaco  |                |                |                    |                                       |                                     |               |
| 1                         | Tanger         | Bousaid        | Maurizio Gerini    | Rudy Vollebregt Gert Traa             | David Gérard Pascal Delacour        | Tomáš Tomeček |
| 2                         | Bousaid        | Tagounite      | Alessandro Botturi | Loïc Frebourg Franck Boulay           | David Gérard Pascal Delacour        | Tomáš Tomeček |
| 3                         | Tagounite      | Assa           | Maurizio Gerini    | Rudy Vollebregt Gert Traa             | Philippe Gosselin Christophe Crespo | Tomáš Tomeček |
| 4                         | Assa           | Remz el Quebir | Štefan Svitko      | Bruno Robin Philippe Champigne        | Philippe Gosselin Christophe Crespo | Tomáš Tomeček |
| 5                         | Remz el Quebir | Dakhla         | Xavier Flick       | Jean Dagher-Hayeck Patrick Antoniolli | David Gérard Pascal Delacour        | Tomáš Tomeček |
| Journée de repos à Dakhla |                |                |                    |                                       |                                     |               |
| 6                         | Dakhla         | Chami          | Etape annulée      | Etape annulée                         | Etape annulée                       | Etape annulée |
| 7                         | Chami          | Akjoujt        | Štefan Svitko      | Laurens Meijer Robbert Visser         | Philippe Gosselin Christophe Crespo | Tomáš Tomeček |
| 8                         | Akjoujt        | Akjoujt        | Maurizio Gerini    | Jean Dagher-Hayeck Patrick Antoniolli | Philippe Gosselin Christophe Crespo | Tomáš Tomeček |
| 9                         | Akjoujt        | Ouad Naga      | Xavier Flick       | Rudy Vollebregt Gert Traa             | Philippe Gosselin Christophe Crespo | Tomáš Tomeček |
| 10                        | Ouad Naga      | Ouad Naga      | Štefan Svitko      | Eric Schiano Camille Pourchier        | David Gérard Pascal Delacour        | Tomáš Tomeček |
| 11                        | Ouad Naga      | Mpal           | Štefan Svitko      | Eric Schiano Camille Pourchier        | David Gérard Pascal Delacour        | Tomáš Tomeček |
| 12                        | Mpal           | Dakar          | Štefan Svitko      | Jean Dagher-Hayeck Patrick Antoniolli | Philippe Gosselin Christophe Crespo | Tomáš Tomeček |

## Leaders du classement général après chaque étape
| Étape | Départ         | Arrivée        | Moto            | SSV                                   | Auto                                | Camion        |
| 1     | Tanger         | Bousaid        | Maurizio Gerini | Rudy Vollebregt Gert Traa             | David Gérard Pascal Delacour        | Tomas Tomecek |
| 2     | Bousaid        | Tagounite      | Štefan Svitko   | Loïc Frebourg Franck Boulay           | David Gérard Pascal Delacour        | Tomas Tomecek |
| 3     | Tagounite      | Assa           | Maurizio Gerini | Loïc Frebourg Franck Boulay           | Philippe Gosselin Christophe Crespo | Tomas Tomecek |
| 4     | Assa           | Remz el Quebir | Maurizio Gerini | Jean Dagher-Hayeck Patrick Antoniolli | Philippe Gosselin Christophe Crespo | Tomas Tomecek |
| 5     | Remz el Quebir | Dakhla         | Maurizio Gerini | Jean Dagher-Hayeck Patrick Antoniolli | Philippe Gosselin Christophe Crespo | Tomas Tomecek |
| 7     | Chami          | Akjoujt        | Štefan Svitko   | Jean Dagher-Hayeck Patrick Antoniolli | Philippe Gosselin Christophe Crespo | Tomas Tomecek |
| 8     | Akjoujt        | Akjoujt        | Štefan Svitko   | Jean Dagher-Hayeck Patrick Antoniolli | Philippe Gosselin Christophe Crespo | Tomas Tomecek |
| 9     | Akjoujt        | Ouad Naga      | Štefan Svitko   | Jean Dagher-Hayeck Patrick Antoniolli | Philippe Gosselin Christophe Crespo | Tomas Tomecek |
| 10    | Ouad Naga      | Ouad Naga      | Štefan Svitko   | Jean Dagher-Hayeck Patrick Antoniolli | Philippe Gosselin Christophe Crespo | Tomas Tomecek |
| 11    | Ouad Naga      | Mpal           | Štefan Svitko   | Jean Dagher-Hayeck Patrick Antoniolli | Philippe Gosselin Christophe Crespo | Tomas Tomecek |
| 12    | Mpal           | Dakar          | Štefan Svitko   | Jean Dagher-Hayeck Patrick Antoniolli | Philippe Gosselin Christophe Crespo | Tomas Tomecek |

## Classements finaux

### Motos
| Pos. | Pilote                  | Constructeur | Classe | Temps            | Écart              |
| 1    | Štefan Svitko           | KTM          | -450   | 44 h 11 min 46 s |                    |
| 2    | Maurizio Gerini         | Husqvarna    | -450   | 45 h 12 min 34 s | + 1 h 00 min 38 s  |
| 3    | Xavier Flick            | Husqvarna    | -450   | 46 h 37 min 13 s | + 2 h 25 min 17 s  |
| 4    | Pål Anders Ullevålseter | KTM          | -450   | 48 h 22 min 52 s | + 4 h 10 min 56 s  |
| 5    | Pol Tarrés              | Yamaha       | +700   | 50 h 16 min 42 s | + 6 h 04 min 46 s  |
| 6    | Robbie Wallace          | KTM          | -450   | 50 h 20 min 40 s | + 6 h 08 min 44 s  |
| 7    | Stephan Savelkouls      | KTM          | -450   | 56 h 27 min 09 s | + 12 h 15 min 13 s |
| 8    | Martin Benko            | KTM          | -450   | 56 h 39 min 20 s | + 12 h 27 min 24 s |
| 9    | Ionut Florea            | Husqvarna    | -450   | 59 h 39 min 50 s | + 15 h 25 min 54 s |
| 10   | Mamadou Bocoum          | KTM          | -450   | 60 h 08 min 01 s | + 15 h 56 min 05 s |

### Autos
| Pos. | Pilote             | Copilote           | Constructeur | Classe | Temps            | Écart              |
| 1    | Philippe Gosselin  | Christophe Crespo  | Optimus MD   | T1     | 50 h 04 min 47 s |                    |
| 2    | Jean Dagher-Hayeck | Patrick Antoniolli | Can-Am       | SSV    | 56 h 56 min 13 s | + 6 h 51 min 26 s  |
| 3    | Laurens Meijer     | Robbert Visser     | Can-Am       | SSV    | 58 h 18 min 18 s | + 8 h 13 min 31 s  |
| 4    | Rudy Vollebregt    | Gert Traa          | Can-Am       | SSV    | 61 h 07 min 21 s | + 11 h 02 min 34 s |
| 5    | Bruno Robin        | Philippe Champigne | Can-Am       | SSV    | 72 h 28 min 30 s | + 22 h 23 min 43 s |
| 6    | Irme Varga         | Jozsef Toma        | Toyota       | T1     | 74 h 20 min 05 s | + 24 h 15 min 18 s |
| 7    | Eric Schiano       | Camille Pourchier  | Can-Am       | SSV    | 79 h 31 min 54 s | + 29 h 27 min 07 s |
| 8    | Sander Derikx      | Sander Derikx      | Can-Am       | SSV    | 81 h 04 min 01 s | + 30 h 59 min 14 s |
| 9    | David Gerard       | Pascal Delacour    | Optimus MD   | T1     | 88 h 44 min 43 s | + 38 h 38 min 46 s |
| 10   | Andrea Tronconi    | Alberto Bertoldi   | Can-Am       | SSV    | 89 h 54 min 54 s | + 39 h 50 min 07 s |

### Camions
| Pos. | Pilote            | Copilote         | Mécanicien       | Constructeur  | Classe | Temps             | Écart              |
| 1    | Tomáš Tomeček     | Tomáš Tomeček    | Tomáš Tomeček    | Tatra         | T5     | 63 h 59 min 19 s  |                    |
| 2    | Giulio Verzeletti | Giuseppe Fortuna | Giuseppe Fortuna | Mercedes-Benz | T5     | 136 h 00 min 41 s | + 72 h 01 min 22 s |